# Tobias Arand
Tobias Arand (* 1967 in Duisburg) ist ein deutscher Geschichtsdidaktiker und ursprünglicher Althistoriker. Einer seiner aktuellen Forschungsschwerpunkte sind die deutschen Einigungskriege des 19. Jahrhunderts und dabei insbesondere der Deutsch-Französische Krieg von 1870/71.

## Leben
Nach dem Schulbesuch in Hinte und Wesel studierte er ab Wintersemester 1989/90 auf Lehramt Geschichte und Deutsch für Sekundarstufe I/II an der Universität Münster, wo er im Dezember 1995 das erste Staatsexamen ablegte. Am Studienseminar Recklinghausen legte er im Dezember 1997 das zweite Staatsexamen ab.
Von 1998 bis 2004 war Arand Wissenschaftlicher Mitarbeiter am Institut für Didaktik der Geschichte an der Universität Münster. 2001 wurde er an der Universität Münster promoviert. Von November 2002 bis März 2003 vertrat er eine Professur für Geschichtsdidaktik an der RWTH Aachen. Als Leiter der Abteilung Praxisphasen war er von 2004 bis 2007 am Zentrum für Lehrerbildung der Universität Münster tätig. Von Wintersemester 2005/06 bis Wintersemester 2006/07 vertrat er zusätzlich den Lehrstuhl für Didaktik der Geschichte an der Universität Duisburg-Essen. Von Sommersemester 2007 bis Sommersemester 2009 war er Akademischer Rat an der Pädagogischen Hochschule Heidelberg.
Seit dem 1. Oktober 2009 ist Arand an der PH Ludwigsburg tätig und übernahm am 1. April 2010 die Professur für Geschichte und ihre Didaktik. Im Schuljahr 2009/10 unterrichtete er zusätzlich Geschichte an der Elly-Heuss-Knapp-Realschule Ludwigsburg. Von 2013 bis 2016 war er mit zwei Semesterwochenstunden zusätzlich im Bereich Geschichtsdidaktik an der Universität Stuttgart tätig.
Seine Forschungsschwerpunkte sind die Fachdidaktik, Probleme der antiken Geschichtsschreibung, Regionalgeschichte, Museumsgeschichte – historische Lernorte, Geschichtskultur, insbesondere des Krieges und Geschichte der Geschichtsdidaktik. Seit einigen Jahren forscht Arand vor allem zur Geschichte der deutschen Einigungskriege des 19. Jahrhunderts. So veröffentlichte er 2018 ein über 700 Seiten umfassendes Werk über den Deutsch-Französischen Krieg. 2020 folgte die Herausgabe des Kriegstagebuchs von Hans Max von Aufseß, dass die deutsche Besatzung der britischen Kanalinseln während des Zweiten Weltkriegs dokumentiert. 2021 gab er gemeinsam mit Christian Bunnenberg die erste kommentierte Ausgabe von Karl Kleins Fröschweiler Chronik, einem der erfolgreichsten kriegskritischen Bücher im deutschen Kaiserreich zum Krieg von 1870/71, heraus.

## Veröffentlichungen (Auswahl)
- Das unverdiente Ende – Suizid- und Todesdarstellungen in der Historia Augusta als Elemente literarischer Bewertung im Kontext paganer Selbstbehauptung. Mensch & Buch Verlag, Berlin 1999, ISBN 3-933346-84-3.
- Das schmähliche Ende. Der Tod des schlechten Kaisers und seine literarische Gestaltung in der römischen Historiographie (= Prismata. Band 13). Lang. Frankfurt am Main u. a. 2002, ISBN 3-631-39821-2 (zugleich Dissertation, Westfälische Wilhelms-Universität Münster 2001).
- mit Klaus Scherberich (Hrsg.): Schule – Europa – Technik. Der neue Lehramtsstudiengang Geschichte an der RWTH Aachen. Ziele – Formen – Inhalte. Shaker, Aachen 2003, ISBN 3-8322-2255-3.
- mit Alfred Kneppe (Hrsg.): Dieter Metzler. Kleine Schriften zur Geschichte und Religion des Altertums und deren Nachleben (= Forschungen zur Anthropologie und Religionsgeschichte. Band 39). Ugarit-Verlag, Münster 2004, ISBN 3-934628-51-6.
- (Hrsg.): „Welch eine Wendung durch Gottes Fügung“. Der deutsch-französische Krieg 1870/71 und die Formen seiner historischen Erinnerung in beiden Ländern vom Kaiserreich bis zur Gegenwart. Anregungen und Materialien zur Bearbeitung der Themas im Geschichtsunterricht (= Zentrum für Lehrerbildung Münster-Text. Nummer 8). Zentrum für Lehrerbildung Münster, Münster 2005, ISBN 3-934064-57-4.
- mit Annekatrein Löw (Hrsg.): Kunst – Kultur – Geschichte am Niederrhein. Festschrift für Werner Arand zum 70. Geburtstag. Verlag für Regionalgeschichte, Bielefeld 2005, ISBN 3-89534-600-4.
- (Hrsg.): Geschichtsunterricht im Dialog. Fächerübergreifende Zusammenarbeit (= Zentrum für Lehrerbildung Münster-Text. Nummer 11). Zentrum für Lehrerbildung Münster, Münster 2006, ISBN 3-934064-59-0.
- (Hrsg.): Die „Urkatastrophe“ als Erinnerung – Geschichtskultur des Ersten Weltkriegs (= Geschichtskultur und Krieg. Band 1). Zentrum für Lehrerbildung Verlag, Münster 2006, ISBN 978-3-934064-67-6.
- Geschichte und Geschehen. Sekundarstufe 2. Themenheft. Epochenjahr 1917. Klett, Stuttgart 2007, ISBN 978-3-12-430025-6.
- (Hrsg.): Der großartigste Krieg, der je geführt worden. Beiträge zur Geschichtskultur des Deutsch-Französischen Kriegs 1870/71 (= Geschichtskultur und Krieg. Band 2). Zentrum für Lehrerbildung Verlag, Münster 2008, ISBN 978-3-934064-82-9.
- Geschichte und Geschehen Oberstufe Nordrhein-Westfalen. Klett, Stuttgart 2011, ISBN 978-3-12-430089-8.
- Gestorben für „Vaterland“ und „Patrie“ – die toten Krieger aus dem Feldzug von 1870/71 auf dem „Alten Friedhof“ in Ludwigsburg. Militärgeschichtliche Gesellschaft Ludwigsburg e.V., Ludwigsburg 2012.
- mit Carolin Stetter: Heimat und Welt – Weltatlas + Geschichte. Lehrermaterialien. Unterrichtsideen 3. Geschichtskarten. Westermann, Braunschweig 2012, ISBN 978-3-14-190256-3.
- mit Christian Bunnenberg (Hrsg.): Das Schlachtfeld von Wörth. Geschichtsort, Erinnerungsort, Lernort (= Geschichtskultur und Krieg. Band 3). Zentrum für Lehrerbildung Verlag, Münster 2012, ISBN 978-3-86877-007-0.
- mit Manfred Seidenfuß (Hrsg.): Neue Wege – neue Themen – neue Methoden?. Ein Querschnitt aus der geschichtsdidaktischen Forschung des wissenschaftlichen Nachwuchses (= Beihefte zur Zeitschrift für Geschichtsdidaktik. Band 7). V&R unipress, Göttingen 2014, ISBN 978-3-8471-0278-6.
- mit Holger Meeh: Kriege. Begründungen, Motive, Folgen (=Politik und Unterricht 2–2104). Villingen-Schwenningen 2014.
- mit Konrad Vössing (Hrsg.): Antike im Unterricht. Das integrative Potential der Alten Geschichte für das historische Lernen. Schwalbach/Ts. 2017.
- 1870/71. Die Geschichte des Deutsch-Französischen Krieges 1870/71 erzählt in Einzelschicksalen. Osburg Verlag, Hamburg 2018, ISBN 978-3-95510-167-1.
- (Hrsg.): Hans Max Freiherr von Aufseß. Kriegstagebuch aus der Okkupationszeit der britischen Kanalinseln 1943–1945. Osburg Verlag, Hamburg 2020, ISBN 978-3-95510-217-3.
- mit Christian Bunnenberg (Hrsg.): Karl Klein. Fröschweiler Chronik. Kriegs- und Friedensbilder aus dem Jahre 1870. Hamburg 2021.
- mit Peter Scholz (Hrsg.): Digitalisierte Geschichte in der Schule. Baltmannsweiler 2021 (=Transfer 20).
- mit Cathérine Pfauth und Jesse Alexander: Glory & Defeat. The Franco-Prussian War of 1870. Week by Week. Berlin 2022.
- (Hrsg.): Gentle Violence. Hans Max von Aufsess. Diaries 1943–45. Maidenhead 2024
- mit Christian Bunnenberg, Holger Dietrich und Martin Fell (Hrsg.): Antike. Ungewöhnliche Quellen für den Geschichtsunterricht. Frankfurt a. M. 2025, ISBN 978-3-7344-1501-2